# 125 Liberatrix
125 Liberatrix (in italiano Liberatrice) è un piccolo asteroide della fascia principale del sistema solare. Presenta una superficie altamente riflettente (e quindi particolarmente brillante), e la sua composizione è probabilmente molto ricca di nichel e ferro.
Stanti i suoi parametri orbitali, l'asteroide è stato considerato per un certo periodo il prototipo della famiglia Liberatrice di asteroidi, poi sostituita dalla famiglia Agnia.

## Storia
L'asteroide fu scoperto l'11 settembre 1872 da Prosper-Mathieu Henry, in collaborazione con il fratello Paul-Pierre Henry, dall'Osservatorio di Parigi. Liberatrice fu il primo dei quattordici asteroidi individuati in cooperazione dai due fratelli. La loro intesa fu tale che rispettarono una stretta imparzialità nell'annunciare alternativamente la paternità della scoperta di ogni asteroide da loro individuato.
Si suppone che il nome dell'asteroide voglia rimarcare la liberazione della Francia coincisa con la caduta del Secondo Impero francese nel 1870; altre interpretazioni vogliono che il nome sia stato scelto in onore di Adolphe Thiers, presidente della Repubblica Francese durante la guerra Franco-Prussiana o, alternativamente, in onore di Giovanna d'Arco.
Sono state osservate finora due occultazioni stellari di Liberatrix.
La curva di luce dell'asteroide ha una grande ampiezza, che indicherebbe una forma allungata o irregolare.